# Grauer Markt
Der Graue Markt (englisch grey market, gray market) ist in der Wirtschaft ein Markt, auf dem Handelsobjekte gehandelt werden, deren Vertriebswege durch die Hersteller oder Absatzketten nicht autorisiert sind.

## Allgemeines
Synonym zu grauer Markt wird auch die Bezeichnung Graumarkt verwendet. Ein grauer Markt ist der „Handel mit Gütern unter Umgehung üblicher Handelsstufen und Handelsorganisationen und unter Vernachlässigung verbreiteter Handelsbräuche und vielfach auch privatrechtlicher, insbesondere steuerrechtlicher Vorschriften“. Der graue Markt ist eine Form des Direktvertriebs von Produkten und Dienstleistungen unter Umgehung des institutionellen Handels (Groß- und vor allem Einzelhandel). Da entsprechende Handelsspannen entfallen, kommt der Verbraucher in den Genuss von Preisnachlässen.
Von grauen Märkten wird auch gesprochen, wenn es um Arbitragegeschäfte geht, bei denen Konsumenten länderspezifische Preisunterschiede derselben Güter ausnutzen, insbesondere wenn das Produkt in ein Land eingeführt wird, in dem es nicht hergestellt wurde, und dieses Land auch nicht Zielland des Herstellers ist.

## Arten
Nach Schätzungen erreicht der Graumarkthandel ein Marktvolumen von etwa fünf bis sieben Prozent der Güterströme innerhalb der Europäischen Union. Dabei wird unterschieden in
- graue Reimporte, wenn das Preisniveau im Produktionsland höher ist als auf internationalen Absatzmärkten;
- graue Parallelimporte, wenn das Preisniveau der autorisierten Exporte auf dem ausländischen Absatzmarkt höher ist als im Produktionsland und
- graue Lateralexporte, wenn ein Preisgefälle zwischen den Absatzmärkten einzelner Länder erkannt wird und die vom Hersteller geplanten Marktpreise umgangen werden.

Reimport und Parallelimport gehören im Außenhandel zu den wirtschaftlich bedeutendsten Transaktionen, die zum grauen Markt gerechnet werden. Von Reimport wird beim Import von Gütern gesprochen, die zuvor exportiert worden sind. Der Parallelimport ist ein Import durch Dritte und nicht durch den Hersteller, der auf dem Inlandsmarkt parallel zu den dort vom Hersteller vertriebenen identischen Gütern angeboten wird.
Auch das Anbieten von Gütern, die staatlich festgesetzten Mindestpreisen unterliegen, zu einem unerlaubt niedrigeren Preis findet auf grauen Märkten statt.
Im Bereich des Finanzwesens gibt es den Begriff grauer Kapitalmarkt als einem Kapitalmarkt, auf dem Finanzinstrumente oder Finanzprodukte gehandelt werden, die nicht auf dem organisierten Markt vertreten sind. Das Finanzrisiko ist für Anleger wesentlich höher, weil es an Markttransparenz fehlt, die Finanzinstrumente oder Finanzprodukte keiner Standardisierung unterliegen und es an einer Finanzmarktaufsicht fehlt.

## Graumarktware
Unter Graumarktware versteht man Wirtschaftsobjekte, die aus Quellen außerhalb der offiziellen Distributionswege bezogen wurden. Es handelt sich in der Regel nicht um Produktpiraterie, sondern um Originalware, die für einen nicht etablierten Markt (beispielsweise in Schwellenländern) produziert und mit einem dort marktüblich niedrigen Preis kalkuliert wurden. Anschließend wird die Ware nach Europa oder in die USA exportiert, um dort deutlich unter dem Marktpreis angeboten zu werden. Aus Sicht des Endkunden handelt es sich um legal erworbene Produkte. Bezogen auf die gesamte Handelskette hat Graumarktware allerdings einen halblegalen Status, da dem Erwerb durch den Endkunden in aller Regel ein Verstoß gegen die Geschäftsbedingungen oder ein Vertragsbruch zwischen Lieferant und Händler vorangegangen ist, der Ware jenseits haushaltsüblicher Mengen zum Weiterverkauf abgegeben hat.
Hochwertige Ware wird von Herstellern häufig codiert, um die Herkunft von Graumarktware lokalisieren zu können. Für autorisierte Händler kann das Verschieben exklusiver Ware in den Graumarkt eine Abmahnung oder Kündigung des Depotvertrags zur Folge haben. Verbraucher, die Graumarktware beziehen, haben mit Einschränkungen bei der Rückgabe und der Gewährleistung zu rechnen. Es besteht auch die Gefahr, veraltete oder qualitativ minderwertige Artikel zu erhalten. Verkaufsstellen, die Graumarktware anbieten, riskieren Abmahnungen für die unzulässige Verwendung der Produktabbildungen oder (geschützten) Markenlogos.

### Arzneimittel
Der Graumarkt betrifft den Handel mit jenen Arzneimitteln, die ursprünglich aus einer legalen Behandlung stammen, während der Schwarzmarkt ausschließlich illegale Waren handelt. Von Graumarktgeschäften wird ebenfalls gesprochen, wenn beispielsweise Apotheken Arzneimittel, die sie von Pharmaherstellern zweckgebunden zu besonders günstigen Konditionen beziehen, an den Großhandel verkaufen oder wenn rabattierte Arzneimittel, die für Hilfszwecke vorgesehen sind, nicht in Entwicklungsländer geliefert, sondern in Deutschland vertrieben werden. Dass solche Fälle vor Gericht landen und zu Verurteilungen führen, zeigt, dass die Geschäfte im konkreten Fall illegal sind, aber in einem Umfeld stattfinden, das legale Handelswege systematisch zweckentfremdet:

„Eine ganze Branche hat sich inzwischen darauf spezialisiert, Medikamente innerhalb Europas hin- und her zu verschieben. Unternehmen kaufen Pillen oder Säfte in jenen EU-Ländern, in denen sie wenig kosten, und verkaufen sie dort weiter, wo sie besonders teuer sind. So kommt ein Medikament von einem Zwischenhändler zum nächsten. […] Es kann sein, dass es mehrmals umgepackt oder umetikettiert wird. Ob es richtig gelagert und gekühlt wird, weiß niemand. Das System ist intransparent und unübersichtlich und macht es Kriminellen einfach, gestohlene oder gefälschte Ware einzuschleusen.“

Niederlande
In den Niederlanden bezeichnet grauer Markt in Anlehnung an die niederländische Bezeichnung grijze markt eine illegale Abgabe von Arzneimitteln, vor allem in der Drogenszene. Hauptsächlich handelt es sich dabei um Substitutionsmittel wie Methadon, Subutex oder Codein und Schlaf- und Beruhigungsmittel aus der Gruppe der Benzodiazepine (z. B. Rohypnol), aber auch zunehmend um Stimulanzien wie Methylphenidat oder Amphetaminpräparate zum Zwecke des sogenannten Gehirndoping. In Amsterdam ist der Graumarkt für Betäubungsmittel ein lang bekanntes Phänomen. Er ist lokalisierbar, in der Nähe des Schwarzmarktes gelegen und bietet durchgängig Methadon an. Es gibt Stimmen, die dem Graumarkt eine positive und sinnvolle Funktion zuweisen; er sei ein „Glück im Unglück“ und stelle eine Ausweitung und Flexibilisierung der staatlichen Substitution dar. Es können sich Gruppen, die nicht in der Substitution aufgenommen sind, hier selbst versorgen. Als weiterer positiver Einfluss wird angeführt, dass der Graumarkt als zusätzlicher Handelsplatz mit dafür verantwortlich sei, dass die Qualität der Schwarzmarktprodukte durchgängig und gleichmäßig gut sei und dies wiederum einen positiven Einfluss auf die Vermeidung von Überdosierungen auf Grund unerkannter Stoffschwankungen habe. Den wegen seiner Infektionsgefahr riskanten intravenösen Methadonkonsum habe man – weitgehend erfolgreich – durch das Angebot von Methadontabletten ausgeschlossen. Allerdings wird durch jede Weitergabe verordneter Substitutionsmittel das Ziel einer geordneten und kontrollierten Abgabe auch bezüglich der gesundheitlichen Konsequenzen ad absurdum geführt.
USA
In den USA haben die hohen Kosten für verschreibungspflichtige Medikamente einen grauen Markt geschaffen, da die Arzneimittelpreise von Land zu Land erheblich variieren und der Preisunterschied die Transportkosten übersteigt. Dort ist die Anzahl der Todesfälle durch den Missbrauch verordneter Medikamente massiv angestiegen. 2017 starben mehr als 72.000 Personen an den Folgen ihrer Drogen-Abhängigkeit, darunter etwa 30.000 an legal käuflichen Schmerzmitteln. Opioide, die für gewöhnlich zur Schmerztherapie verordnet werden, sind die häufigste Ursache für Todesfälle durch Überdosierung – und von den Opioiden ist das wieder Methadon.
Entwicklungsländer
Zu den Graumarktgeschäften zählt der Reimport von Arzneimitteln in die Europäische Union, welche für die Krankheitsbekämpfung in Entwicklungsländern bestimmt sind. Hierbei handelt es sich vor allem um hochpreisige Medikamente zur Behandlung von HIV/AIDS, Malaria und Tuberkulose.

### Videospiele

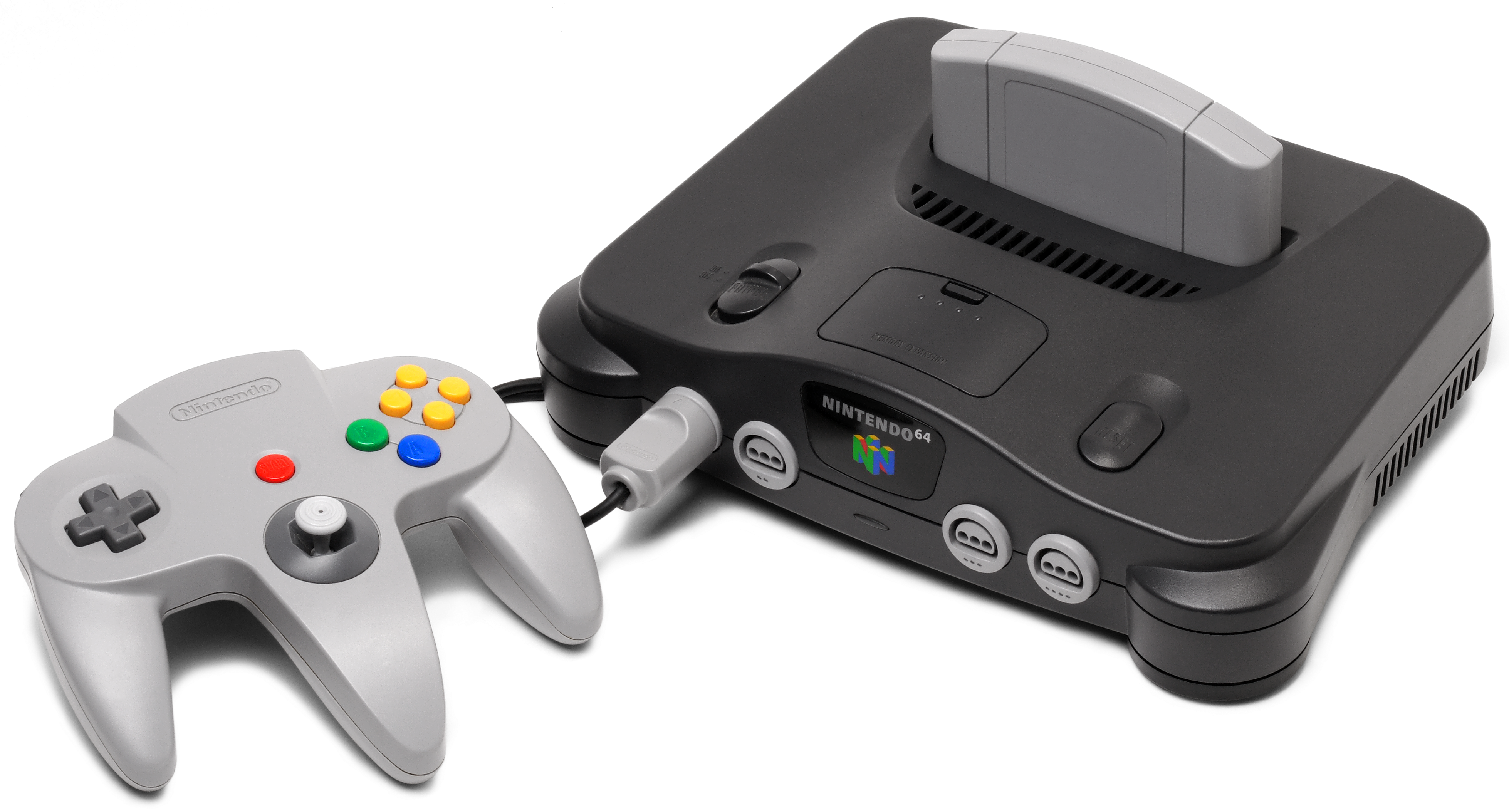
Nintendo-64-Spielekonsole

Innerhalb der Videospieleindustrie haben sich die Verkäufe des Einzelhandels ins Internet verlagert. Die damit verbundene Digitalisierung bereitete den Boden für die Entstehung eines Gaming-Graumarkts. Die fehlende physische Komponente der Handelsware erübrigt Lager- wie Versandkosten und minimiert den logistischen Aufwand. Während die Nutzungslizenzen weltweit identisch sind, variieren die regionalen Verkaufspreise erheblich, was Videospiele zu idealen Arbitrage-Objekten macht. Auf Reseller-Portalen wie G2A und Kinguin werden Nutzungslizenzen für Konsolen- oder Online-PC-Spiele als Download-Code (Lizenzschlüssel) weit unterhalb des Marktpreises verkauft. Aus rechtlicher Sicht findet der Verkauf nicht zwischen dem Endkunden und dem als Webshop auftretenden Plattformbetreiber, sondern zwischen dem Endkunden und einem der vielen Key-Reseller statt, welche die Plattform gegen eine Verkaufsgebühr nutzen und mit Parallelimporten versorgen.
Finden bei einem solchen Parallelimport illegale Aktivitäten oder bewusster Betrug statt, wird der eigentlich legale Graumarkt zum illegalen Schwarzmarkt. Digitale Gamekeys, die beispielsweise mit gestohlenen Kreditkartendaten bezahlt wurden, bevor sie auf dem Graumarkt landeten, verlieren ihre Gültigkeit, sobald dem Hersteller der Betrug bekannt wird. Die Produktlizenz wird zurückgezogen und der Endkunde kann das Spiel nicht mehr nutzen. Gegebenenfalls wird er dazu aufgefordert, die Lizenz erneut zu kaufen. Auch eine Sperrung des Benutzerkontos oder der Spielkonsole kann die Folge sein. Während der Endkunde für den Hersteller greifbar wird, sobald dieser den Schlüssel zur Aktivierung einsetzt, bleiben die innerhalb der Graumarkts agierenden Zwischenhändler im Verborgenen und können so nicht belangt werden. Eine Möglichkeit, dies zu ändern, ist ein Prozess namens Silent Key Activation (SKA), bei dem keine Schlüsselcodes mehr in Umlauf gebracht, sondern die Spiele direkt beim Kauf über eine Datenbank des Herstellers aktiviert werden. Darüber hinaus wollen Reseller-Plattformen durch mehr Transparenz, eine umfassendere Verifizierung der Reseller sowie eigene Storefrontprofile für Hersteller und Entwickler dafür sorgen, dass der graue Markt für Videospiele nicht mehr für illegale Praktiken genutzt wird.

### Waffen
Der 2014 in Kraft getretene multilaterale UNO-Vertrag zum internationalen Waffenhandel verpflichtet die Vertragsstaaten bei jedem Rüstungsgeschäft abzuklären, ob mit den gehandelten Waffen schwere Menschenrechtsverletzungen begangen werden. Im Gegensatz zu allen europäischen Staaten unterzeichneten die Waffenexportländer China und Russland den Vertrag nicht, somit sind sie auch nicht an die Vertragsbedingungen gebunden. 2019 kündigte US-Präsident Trump den Ausstieg der USA aus dem von seinem Amtsvorgänger Obama unterzeichneten Abkommen an.
Europa

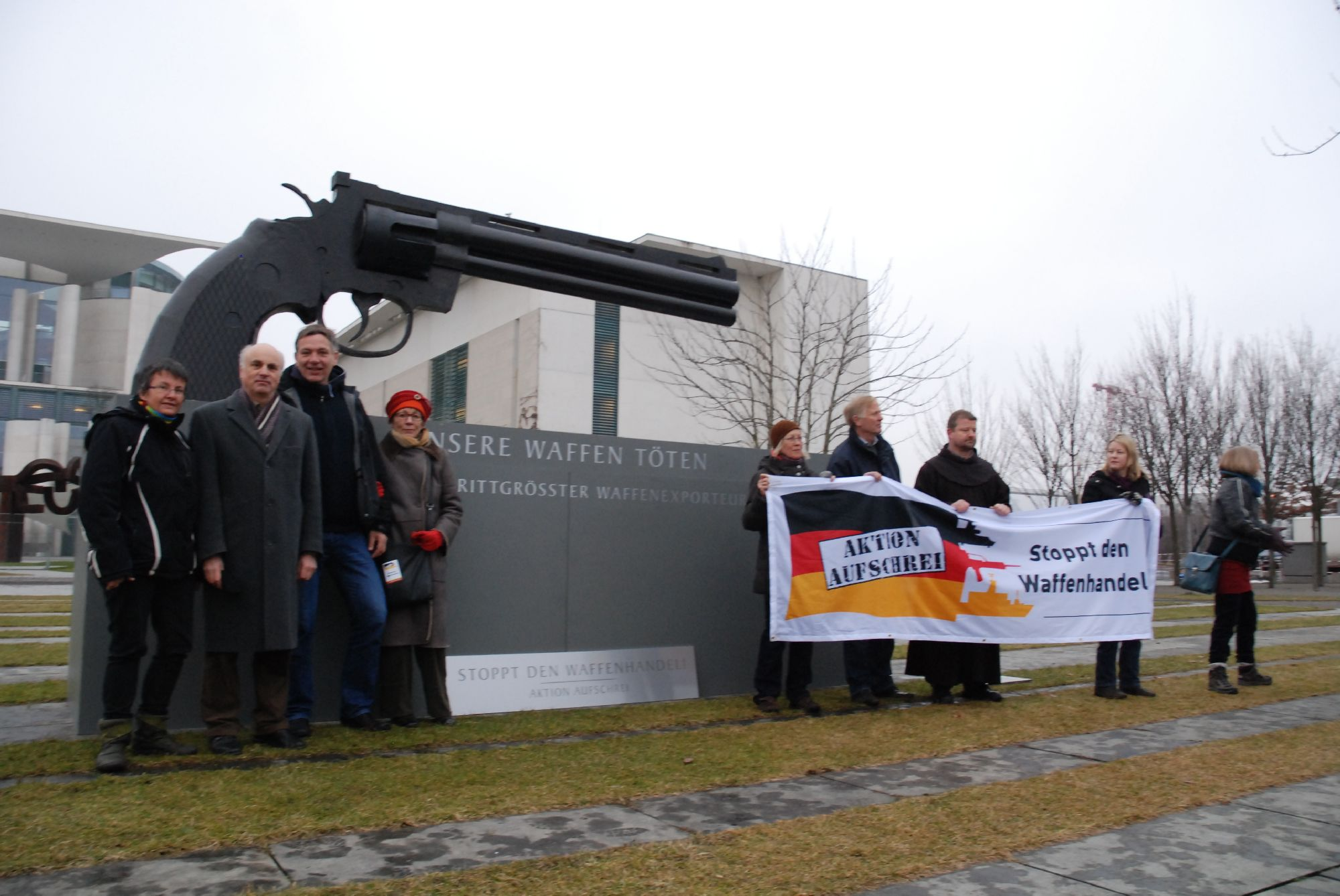
Aktion Aufschrei: Protest gegen Waffenhandel vor dem Bundeskanzleramt in Berlin

Innerhalb der Europäischen Union ist für Privatpersonen der Erwerb sowie der Besitz von Schusswaffen und Munition durch das jeweils geltende Waffenrecht weitestgehend untersagt bzw. streng reglementiert. Damit ist ein legaler Waffenkauf außerhalb der autorisierten und lizenzierten Vertriebskanäle nahezu ausgeschlossen. Graumarktstrukturen betreffen in der EU folglich nicht die Binnennachfrage, sondern die Exportbeziehungen. Aufgrund der 2009 erlassenen Verteidigungsgüterrichtlinie der Europäischen Union, die darauf abzielt, für den Verteidigungssektor einheitliche und transparente Regelungen zu schaffen, um die Genehmigungsverfahren für Verbringungen innerhalb der Europäischen Union zu vereinfachen, gelten Rüstungsgeschäfte innerhalb der EU nicht mehr als genehmigungspflichtige Exporte. Dies ermöglicht es, Waffen grenzüberschreitend arbeitsteilig herzustellen und über Drittstaaten zu exportieren. Unter den sechs größten Abnehmern genehmigter deutscher Rüstungsgüter finden sich mit Ägypten und den Vereinigten Arabischen Emiraten auch Länder mit unmittelbarer Kriegsbeteiligung, obwohl der Koalitionsvertrag zwischen CDU, CSU und SPD Waffenlieferungen an Staaten, die in den Krieg im Jemen involviert sind, explizit ausgeschlossen hat.
Russland
Moskau gilt als das Zentrum eines weltweit operierenden grauen Waffenmarktes, auf dem private Firmen mit Unterstützung des russischen Militärgeheimdienstes GRU verdeckte Waffenverkäufe tätigen. Ein bekanntes Beispiel ist der mittlerweile in den USA inhaftierte russische Transportunternehmer und Waffenhändler Wiktor Anatoljewitsch But. Er soll nach Ansicht der Vereinten Nationen insbesondere in Afrika Waffen im Millionenwert in Konfliktgebiete verschoben und damit Embargobestimmungen unterlaufen haben. Bereits in der UdSSR war für Waffenlieferungen an Rebellengruppen die GRU zuständig. Nach dem Zusammenbruch des Ostblocks blieben deren Netzwerke aktiv. Während Moskau offizielle Waffenverkäufe über die staatliche Rüstungsagentur Rosoboronexport abwickelte, wurden Lieferungen an die Palästinenser also über graue Kanäle realisiert, um die Beziehungen zu Israel nicht zu gefährden. Recherchen des Nachrichtenmagazins Spiegel zufolge nahmen die Geschäfte in der russischen Hauptstadt ein solches Ausmaß an, dass der russische Auslandsgeheimdienst SWR vor dem Image-Schaden wegen des grauen Waffenmarktes in den Nachfolgestaaten der ehemaligen Sowjetunion warnte. Neben dem Verkauf großer Mengen von Gewehren, Munition, leichter Artillerie und Hubschraubern mit größtenteils gebrauchter Technik wurden auch hochwertige Waffensysteme an Regierungen verkauft. Hier zeigt der als „Angolagate“ bekannt gewordene Waffenskandal um den israelischen Milliardär Arcadi Gaydamak, wie stark legale und illegale Waffengeschäfte durch Bestechung und Korruption miteinander verzahnt sind und einen grauen Markt eröffnen. Die Geheimhaltung aus Gründen der nationalen Sicherheit, der Schutz von Betriebs- und Geschäftsgeheimnissen sowie der Selbstschutz der beteiligten staatlichen Institutionen vor öffentlicher Kritik tragen dazu bei, dass Rüstungsgeschäfte vor politischer wie öffentlicher Kontrolle und Transparenz besonders gut geschützt sind. Andrew Feinstein spricht von einem Drehtür-Phänomen, bei dem die Bewegung von wenigen Personen zwischen Positionen in der Regierung, Politik, dem Militär, Geheimdiensten und Waffenfabriken zu einem enormen politischen Einfluss derjenigen führen, die mit dem Waffenhandel zu tun haben.

### Uhren

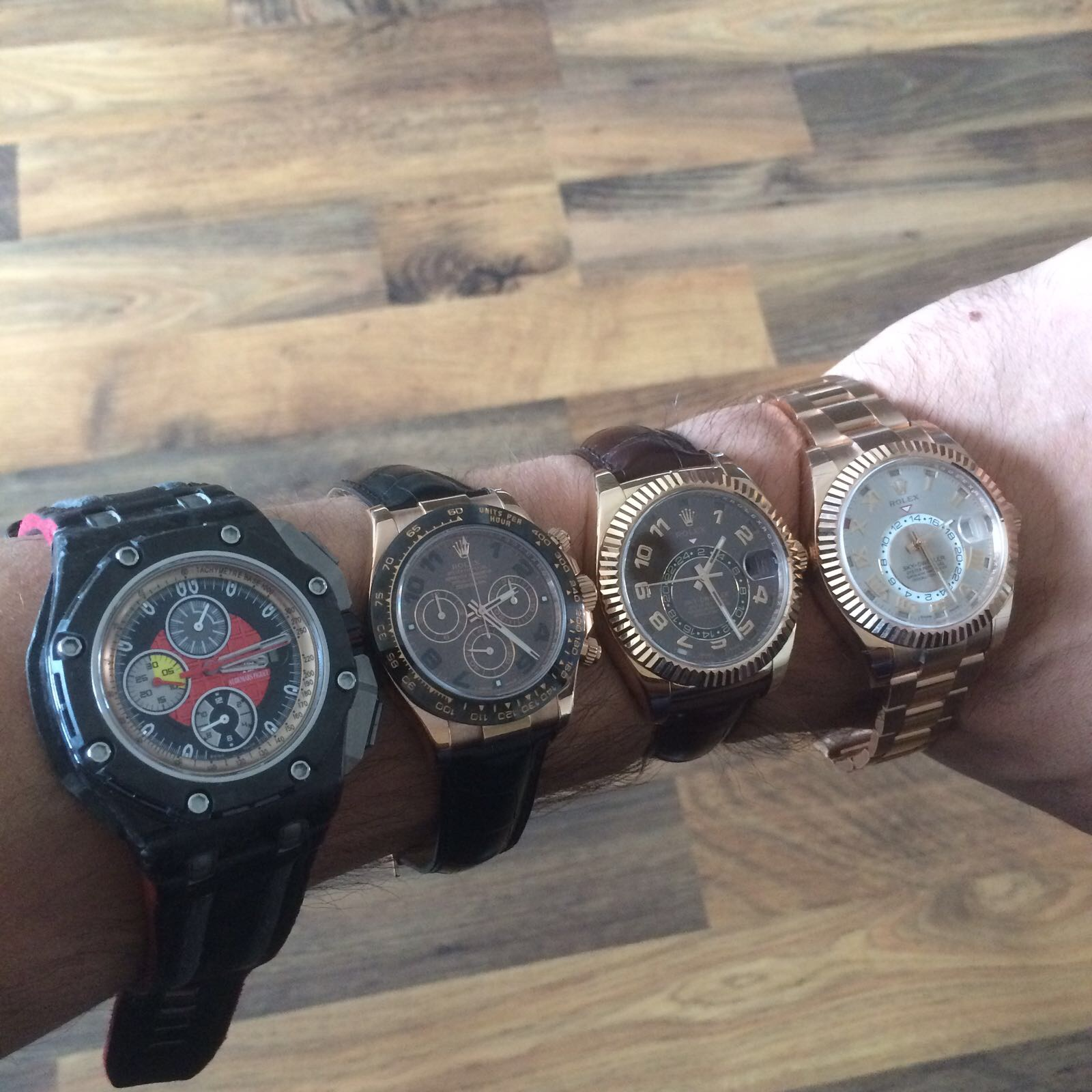
Vier Luxusuhren: Audemars Piguet (links) und drei Rolex-Uhren

Uhren im Luxuspreissegment können in der Regel ausschließlich von Händlern und Juwelieren mit gültiger Konzession erworben werden. Dennoch hat sich ein grauer Markt entwickelt, in dem Uhren von Händlern ohne Konzession deutlich günstiger verkauft werden. So werden exklusive Uhren auf Online-Plattformen in der Regel 20 bis 30 Prozent unter den regulären Preisen angeboten. Die Anbieter erwerben die Uhren aus unterschiedlichen Quellen, zumeist aber aus dem Ausland, um z. B. aus Differenzen bei der Mehrwertsteuer zu profitieren. Zu den Quellen für Graumarktuhren zählen Juweliere und offizielle Einzelhändler, die die vertraglich fest vereinbarten Absatzziele der Markenhersteller verfehlen und deren Uhren an nichtlizenzierte Uhrenhändler weitergeben oder versuchen, schlecht laufende Modelle über Onlineplattformen loszuwerden. Von der Luxusuhrenindustrie wird diese Praxis sehr kritisch gesehen und kann zum Entzug der Konzession führen. Mitunter arbeiten Hersteller hinter den Kulissen aber auch mit Graumarkthändlern zusammen, um sich einen gewissen Einfluss auf diesen parallelen Vertriebskanal zu sichern. Wichtige Absatzmärkte für High-End-Uhren sind Hong Kong, Japan und die USA. Sinkt dort die Nachfrage, muss die Ware reimportiert werden. Einem Bericht des Wall Street Journal zufolge stammen rund 40 Prozent aller Schweizer Uhrenimporte ursprünglich aus der Schweiz. Dort belief sich der Anteil des Graumarktes für Uhren über 5.000 Euro zwischen 2014 und 2016 nach Schätzungen auf 20 Prozent am globalen Markt, welcher mit einem Volumen von rund 50 Milliarden Euro beziffert wird.

### Kosmetik
Im Bereich der exklusiven, hochwertigen Parfümeriekosmetik und der Luxusparfümerie ist der Handel zumeist durch Depotverträge mit autorisierten Händlerdepots geregelt. Solche Verträge werden (mit Ausnahme des Versandhandels) geschäftsbezogen (also für bestimmte, vertraglich geregelte Standorte) abgeschlossen und diktieren, was ein Händler leisten muss, um einen Luxusduft verkaufen zu dürfen. Gerade im Parfümeriebereich sind die Hersteller und Lieferanten stark daran interessiert, ihre Distribution exklusiv zu halten. Damit soll ein Verkaufsumfeld gewährleistet werden, das der Wertigkeit der Luxusartikel und dem Beratungsbedarf beim Kauf gerecht wird. 80 % des Umsatzes im europäischen Beauty-Markt werden von den acht großen Marken L’Oréal, Coty, Estée Lauder, Chanel, Groupe Clarins, LVMH, Shiseido und Puig erwirtschaftet, die im stationären Handel zumeist parallel vertrieben werden. Kartellrechtlich sind Absprachen darüber, welche Händler von der Belieferung ausgeschlossen werden, nicht vorgesehen, weshalb die Selektion über strenge Depotvertragsrichtlinien stattfindet. Ware, die außerhalb dieser offiziellen Lieferwege zum Kauf angeboten wird, fällt in den Bereich der Graumarktware und umgeht diese Auflagen der Industrie.

### Eintrittskarten
Bei ausverkauften Veranstaltungen entsteht ein Graumarkt für Eintrittskarten, obwohl die Weiterveräußerung in den meisten AGB der Veranstalter nicht oder nur bis zum ehemaligen Kaufpreis zulässig ist. Diese Geschäfte – sowohl der Privatverkauf als auch Ticketverkäufe im unternehmerisch-gewerblichen Umfang – werden auf einem grauen Markt und nicht auf dem Schwarzmarkt abgeschlossen, weil einerseits das zivilrechtliche Geschäft vom Veranstalter nicht erwünscht ist, aber andererseits bei nicht personalisierten Eintrittskarten der Zugang vom Veranstalter mit dem im Zweitmarkt erworbenen Tickets nicht verwehrt werden kann.
Als Reaktion auf den nicht autorisierten Ticketweiterverkauf führte die Deutsche Fußball Liga zusammen mit den Fußballvereinen einen „Offiziellen Ticket-Zweitmarkt“ ein. In der Schweiz lancierte der Marktführer Ticketcorner eine Informationskampagne gegen den Ticket-Graumarkt und bietet nun eine eigene Wiederverkaufsplattform an.

## Grauer Arbeitsmarkt

### Pflegekräfte
In Deutschland führt die steigende Nachfrage nach pflegerischen und haushaltsnahen Dienstleistungen (Care-Arbeit) zu einem Anstieg der Arbeits- und Pendelmigration ausländischer Haushaltshilfen. So werden von den rund 2,86 Millionen Menschen mit bewilligten Leistungen aus der Pflegeversicherung über 1,8 Millionen Menschen (71 %) zuhause versorgt. Können oder wollen die Angehörigen die häusliche Pflege nicht selbst übernehmen, kann das staatliche Pflegegeld dazu genutzt werden, einen ambulanten Pflegedienst zu finanzieren oder eine private Haushaltshilfe zu beschäftigen (siehe auch: Betreuung in häuslicher Gemeinschaft bzw. Häusliche Intensivpflege in Deutschland, 24-Stunden-Betreuung in Österreich). Dabei sind die Grenzen zwischen Hauswirtschaft und grundpflegerischen Tätigkeiten häufig fließend. Während eine 24-Stunden-Betreuung durch einen regulären Pflegedienst monatlich 10.000 bis 20.000 Euro kosten kann, erhält eine mittel- und osteuropäische Haushaltshilfe zwischen 1.200 und 2.400 Euro. Auf diese Weise werden die Versorgungslücken in Privathaushalten durch Migrantinnen geschlossen und dabei die geltenden Tariflöhne für qualifizierte Arbeit in Pflegeberufen unterlaufen. Laut einer Studie der Hans-Böckler-Stiftung beschäftigt knapp jeder zehnte Pflegehaushalt eine solche Hilfskraft. So hat sich ein grauer Markt entwickelt, der nicht vom Staat kontrolliert wird.
Im August 2020 entschied das Landesarbeitsgerichts Berlin-Brandenburg in einem konkreten Fall, dass einer Pflegerin, die auch über Nacht bereit zu stehen hatte, der Mindestlohn für eine Arbeitszeit von 21 Stunden am Tag zustehe, da der Arbeitgeber die Einhaltung von Arbeitszeiten zu organisieren habe und die vereinbarten 30 Stunden wöchentlich für das zugesagte Leistungsspektrum unrealistisch gewesen seien.

### Haushaltsnahe Dienstleistungen
Unter haushaltsnahen Dienstleistungen werden Tätigkeiten in Haus und Familie verstanden, „die üblicherweise von den Haushaltsmitgliedern selbst und unbezahlt erledigt werden (könnten), jedoch von haushaltsfremden Personen gegen Entgelt im und für den privaten Haushalt erbracht werden.“ Befragungen zufolge beschäftigten etwa zehn Prozent der Privathaushalte in Deutschland eine Haushaltshilfe. Etwa 80 Prozent dieser Arbeitsverhältnisse sind nicht angemeldet. Ein fließender Übergang zur nicht meldepflichtigen Nachbarschaftshilfe begünstigt irreguläre Beschäftigungsverhältnisse und sorgt dafür, dass die „unsichtbare“ Arbeit in Haus und Familie von Kontrollbehörden kaum aufgedeckt werden kann. Bürokratische Anforderungen gelten neben erhöhten Kosten als Hürden bei der Überführung haushaltsnaher Dienstleistungen in reguläre Beschäftigungsverhältnisse.

### Personalbeschaffung
Der graue Stellenmarkt bezeichnet verfügbare Arbeitsplätze, die nicht öffentlich ausgeschrieben, sondern „unter der Hand“ vergeben werden. Er wird auch verdeckter Arbeitsmarkt genannt und beschreibt Wege der Personalbeschaffung, bei der Stellen über persönliche Beziehungen, Initiativbewerbungen, Messen, Karrierenetzwerke oder mittels Rekrutierung durch sogenannte Headhunter besetzt werden. Kostenreduktion, Diskretion und Risikominimierung sind die wichtigsten Gründe für Unternehmen, ihre vakanten Stellen nicht öffentlich auszuschreiben.

## Grauer Kapitalmarkt
Auf dem Bankenmarkt gibt es innerhalb des unreglementierten Kapitalmarkts („grauer Kapitalmarkt“) den Handel mit stillen Beteiligungen, ausländischen Warentermingeschäften, Private Equity oder Venture Capital. Diese Finanzinstrumente oder Finanzkontrakte fallen nicht unter den Anlegerschutz des Kreditwesengesetzes (KWG), Kapitalanlagegesetzbuchs (KAGB) oder Wertpapierhandelsgesetzes (WpHG) und werden auf dem grauen Kapitalmarkt weder von ihren Emittenten noch von Kreditinstituten angeboten oder nachgefragt.
Der „graue Kapitalmarkt“ weist den geringsten Organisationsgrad aller Finanzmärkte auf, es fehlt an vorgeschriebenen oder zugelassenen Marktteilnehmern, Marktaufsicht, Marktordnung und Publizitätsvorschriften.
Geschlossene Investmentfonds gehörten bis Juni 2012 ebenfalls zum grauen Kapitalmarkt. Durch die Novelle des Finanzanlagenvermittler- und Vermögensanlagenrechts sind sie nunmehr zu Finanzinstrumenten im Sinne des § 1 Abs. 1 Nr. 5 KWG und § 1 Abs. 4 Nr. 2 WpHG geworden, unterliegen also in allen EU-Mitgliedstaaten der Bankenaufsicht.

## DDR-Wirtschaft

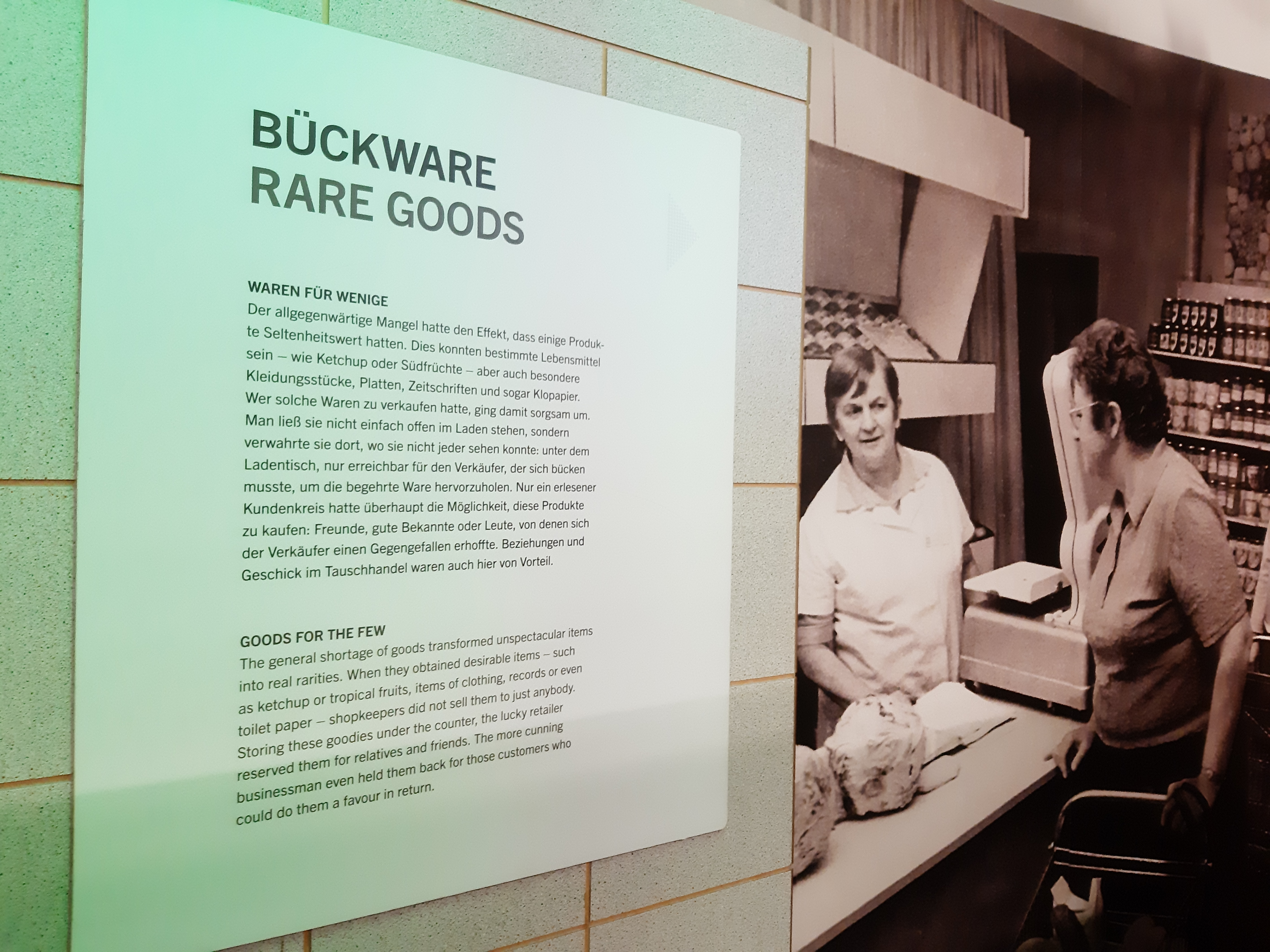
Ausstellung im DDR-Museum Berlin, „Thema Bückware“

Das Warenangebot in der Deutschen Demokratischen Republik lässt sich als Mangelwirtschaft bezeichnen, da es der inländischen Konsumgüterproduktion nicht gelang, der Kaufkraft und den Konsumwünschen der eigenen Bevölkerung zu entsprechen. Bezeichnend für die Planwirtschaft im Staatssozialismus der DDR war ein Nebeneinander von hochsubventionierten Waren des Grundbedarfs auf der einen Seite und einem äußerst beschränkten Angebot begehrter Konsumgüter mit Seltenheitswert auf der anderen. Bedarfsunterdeckung und Kaufkraftüberhang führten dazu, dass rare Güter auch ohne eigenen Bedarf gekauft wurden, sobald sich eine Gelegenheit bot, um als Tauschobjekt eingesetzt oder gehortet zu werden. Der Erwerb vieler Produkte war mit langen Wartezeiten verbunden; seltene Bückware erhielt man nur mit den entsprechenden Beziehungen oder gegen Devisen. Die Westwährung „diente natürlich als Grau- bis Schwarzwährung, wenn man etwa den Handwerker bezahlen wollte“, und sie machte den Kauf von zollfreien Westprodukten in den Intershops möglich, welche dem SED-Staat als Quelle für unbegrenzt tauschbare Währungen diente. Auf diese Weise entwickelte sich eine Zweiklassenkonsumgesellschaft, in der sich Westgeld als Zweitwährung etablierte. Da der nicht-gewerbliche Handel mit eigenen Gütern geduldet wurde, werden die inoffiziellen Beschaffungswege in der DDR nicht dem Schwarz-, sondern dem Graumarkt zugerechnet. 1977 erlaubte eine Novellierung des Devisengesetzes DDR-Bürgern den Besitz von Fremdwährungen bzw. legalisierte deren angespartes Westgeld. Gleichzeitig gestattete das Politbüro den Delikat- und Exquisit-Läden für Gestattungsproduktionen, Importwaren in begrenztem Umfang zu verkaufen. 
„In den Delikat- und Exquisit-Läden für Lebensmittel, Textilien und Schuhe verschachert der staatliche Handel Waren gehobener Qualität aus Westproduktion zum drei- bis siebenfachen Preis an Kunden, die mit Ostgeld zahlen.“

### Genex Geschenkdienst

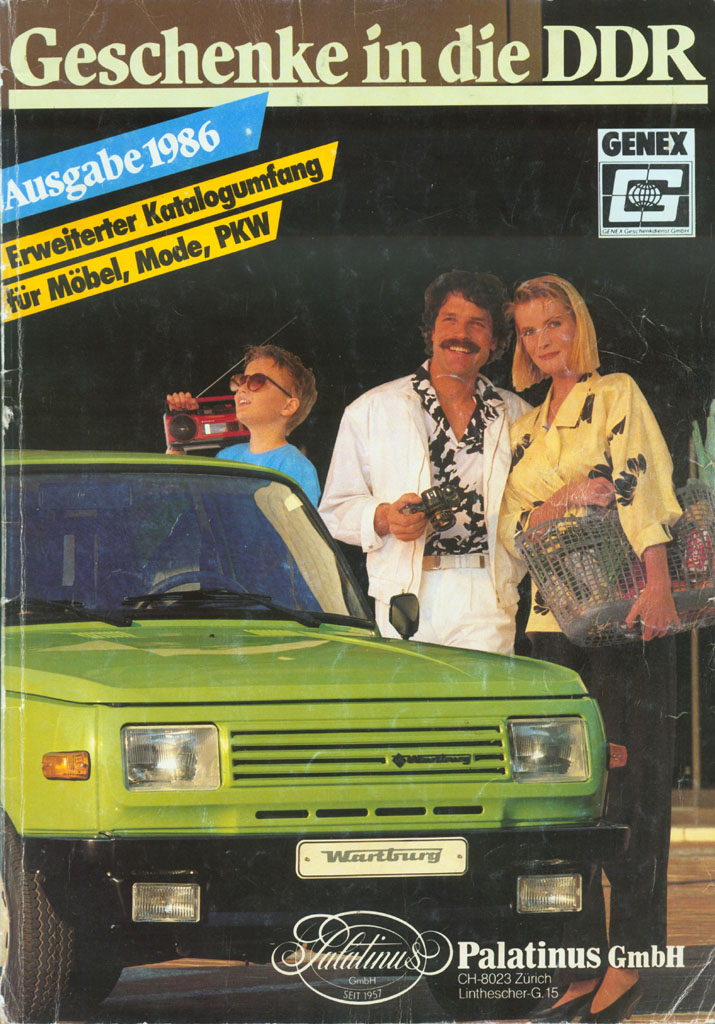
Genex-Versandkatalog, Ausgabe 1986

Aufgrund der geringen Kaufkraft der Landeswährung wurde die DDR von Seiten der BRD als Billiglohnland betrachtet und eingespannt. Etwa 6.000 westdeutsche Firmen bezogen Produkte aus Ostdeutschland, darunter der Quelle-Versandhandel, Salamander, Schiesser, Adidas, Bosch und Beiersdorf. Umgekehrt gingen 50 Prozent der DDR-Exportware in die BRD. Nur ein kleiner Teil der heimischen Produktion höherwertiger Warensegmente verblieb in der DDR und wurde dort in den teuren Delikat- und Exquisit-Läden verkauft. In diesem Kontext agierte der Genex Geschenkdienst, ein Versandhandel, der 1956 auf Anordnung der DDR-Regierung gegründet wurde, um eine kontrollierte Kanalisierung des Warenverkehrs durch Westpakete zu ermöglichen und die Einfuhr westlicher Konsumgüter zu beschränken. 
„So entstand ein ökonomisch einmalig paradoxes Gebilde: Genex exportierte seine Waren ins eigene Land – und profitierte davon enorm. Denn die Waren wurden günstig in der DDR hergestellt, die Arbeiter mit Ostmark entlohnt. Gekauft aber wurden die Artikel zu saftigen D-Mark-Preisen. Steuern und Zoll fielen auch noch weg, weil die meisten Produkte ja schon in der DDR lagerten.“
Über die Genex-Versandkataloge konnten Westdeutsche für ihre Ostverwandtschaft Produkte bestellen, die in der DDR überhaupt nicht oder nur nach langen Wartezeiten zu bekommen waren. Aus politischen und devisenrechtlichen Gründen konnte die Genex keine Außenstelle in der Bundesrepublik einrichten, da dann die Wechselkurs-Gewinne verloren gegangen wären. Also wurden die Verkaufsförderung und der Bestellvorgang über die Firmen Jauerfood in Dänemark und Palatinus in der Schweiz abgewickelt. Ein geradezu klassischer Arbitrage-Handel von erstaunlichem Ausmaß: Zwischen 1956 und 1989 erzielte Genex einen Umsatz von 3,3 Milliarden D-Mark.

## Abgrenzung
Im Unterschied zum illegalen Warenverkehr auf einem Schwarzmarkt, der in erster Linie mit verbotenen, gefälschten oder gestohlenen Gütern handelt, befasst sich der graue Markt in der Regel mit Originalwaren, die über nicht autorisierte Vertriebskanäle verkauft werden; somit fehlen ihnen die für sie verbindlichen Genehmigungs- oder Kontrollverfahren. Im Hinblick auf die Markttypologie unterliegt der Handel auf dem Graumarkt der Legalität, während der Handel auf dem Schwarzmarkt wegen gesetzlicher Verbote illegal ist.
Da illegale Marktpraktiken nicht abgetrennt von der legalen Wirtschaft stattfinden, sondern sich legale und illegale Marktsegmente miteinander verbinden, sind die Grenzen zwischen grauem Markt und dem Schwarzmarkt oft fließend. Grau- und Schwarzmarkt gehören zur Schattenwirtschaft.